# Bert Esselink
Bert Johan Esselink (ur. 16 sierpnia 1999 w Arnhem) – holenderski piłkarz występujący na pozycji obrońcy w szkockim klubie Dundee United.